# Залющик
Залющик — деревня в Горском сельском поселении Тихвинского района Ленинградской области.

## История
Согласно семитопографической карте Новгородской губернии 1847 года деревня называлась Залюсшин (Земщина).

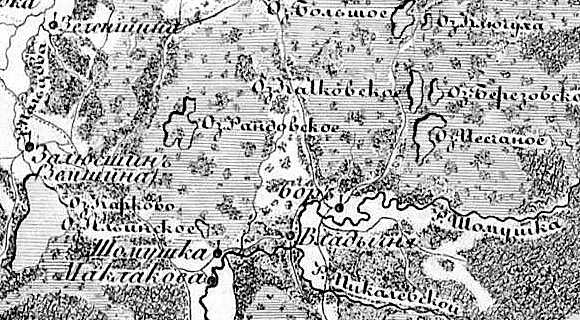
Деревня Залющик на карте 1847 года

ЗАЛЮЩИК (ЗЕМЩИНО) — деревня Залющицкого общества, Пашекожельского прихода. Озеро Залющинское. 

Крестьянских дворов — 31. Строений — 73, в том числе жилых — 54.

Число жителей по семейным спискам 1879 г.: 76 м. п., 85 ж. п.; по приходским сведениям 1879 г.: 78 м. п., 92 ж. п.

В конце XIX века деревня относилась к Новинской волости 2-го стана, в начале XX века — к Новинской волости 1-го земского участка 1-го стана Тихвинского уезда Новгородской губернии.

ЗАЛЮЩИК — деревня Залющицкого общества, дворов — 39, жилых домов — 46, число жителей: 111 м. п., 107 ж. п. 

Занятия жителей — земледелие, лесные заработки. Озеро Залющицкое. Часовня, хлебозапасный магазин, сопки в которых находились кости и разные вещи. (1910 год)

С 1917 по 1918 год деревня Залющик входила в состав Новинской волости Тихвинского уезда Новгородской губернии. 
С 1918 года в составе Череповецкой губернии.
С 1924 года в составе Прогальской волости.
В 1926 году население деревни Залющик составляло 254 человека.
С 1927 года в составе Пудрольской волости Тихвинского района.
С 1928 года в составе Новинского сельсовета.
Согласно карте Ленинградской области Северо-западного аэрогеодезического треста ГГУ издания 1932 года деревня насчитывала 27 крестьянских дворов. В деревне находилась часовня.
По данным 1933 года деревня Залющик входила в состав Новинского сельсовета.
В 1958 году население деревни Залющик составляло 114 человек.
С 1963 года в составе Горского сельсовета.
По данным 1966, 1973 и 1990 годов деревня Залющик также входила в состав Горского сельсовета.
В 1997 году в деревне Залющик Горской волости проживали 23 человека, в 2002 году — 30 человек (все русские).
В 2007 году в деревне Залющик Горского СП проживали 43 человека, в 2010 году — 35.

## География
Деревня расположена в западной части района на автодороге 41К-021 (Паша — Часовенское — Кайвакса).
Расстояние до административного центра поселения — 4 км.
Расстояние до ближайшей железнодорожной станции Тихвин — 19 км.
Деревня находится на северном берегу Залющинского озера.

## Демография
| 1879 | 1910 | 1926 | 1958 | 1997 | 2002 | 2007 |
| ---- | ---- | ---- | ---- | ---- | ---- | ---- |
| 161  | ↗218 | ↗254 | ↘114 | ↘23  | ↗30  | ↗43  |
| 2010 | 2017 |      |      |      |      |      |
| ↘35  | ↗36  |      |      |      |      |      |

### Национальный состав
Согласно данным Всероссийской переписи населения 2021 года в деревне проживали 34 человека, все русские.

## Улицы
Дачная, Совхозная, Центральная.